# 6570 Tomohiro
6570 Tomohiro (1994 JO) là một tiểu hành tinh vành đai chính được phát hiện ngày 6 tháng 5 năm 1994 bởi K. Endate ở Kitami.